# 久津見蕨村

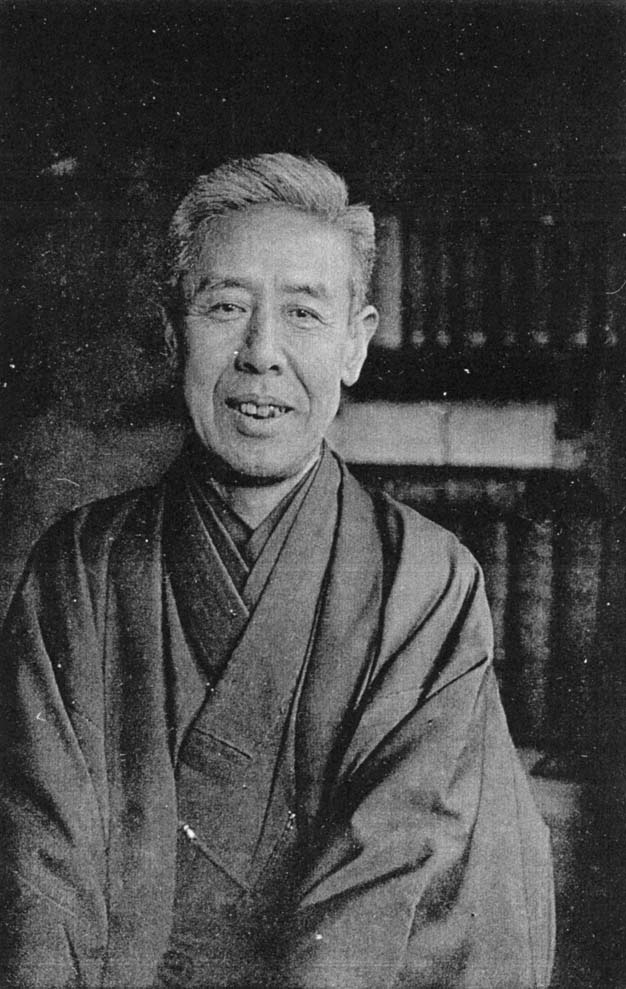
新保磐次

久津見 蕨村（くつみ けっそん、安政7年1月14日（1860年2月5日） - 大正14年（1925年）8月7日）は、日本のジャーナリスト、評論家。名は息忠（やすただ）。他に暮村隠士・醯鶏学人の号を用いた。

## 経歴
江戸出身。幕臣の家に生まれた。ほぼ独学であるが、文筆家として知られた。1897年（明治30年）に「萬朝報」に入社し、のち「東京毎日新聞」で主筆を務めた。

## 著書
- 『耶蘇教衝突論』 （中外堂、1893年）
- 『児童研究』（三育舎,、1897年）
- 『世界之十大宗教』（普及舎、1897年）
- 『教育時代観』（右文館、1899年）
- 『実地応用小教育学』（三育舎,、1899年）
- 『立身達志　独学自修策』（三育舎、1902年）
- 『無政府主義』（平民書房、1906年）
- 『現代八面鋒』（丙午出版社、1912年）
- 『ニイチヱ』（丙午出版社、1914年）
- 『自由思想』（文明者、1914年）